# Magnetické pole Jupiteru

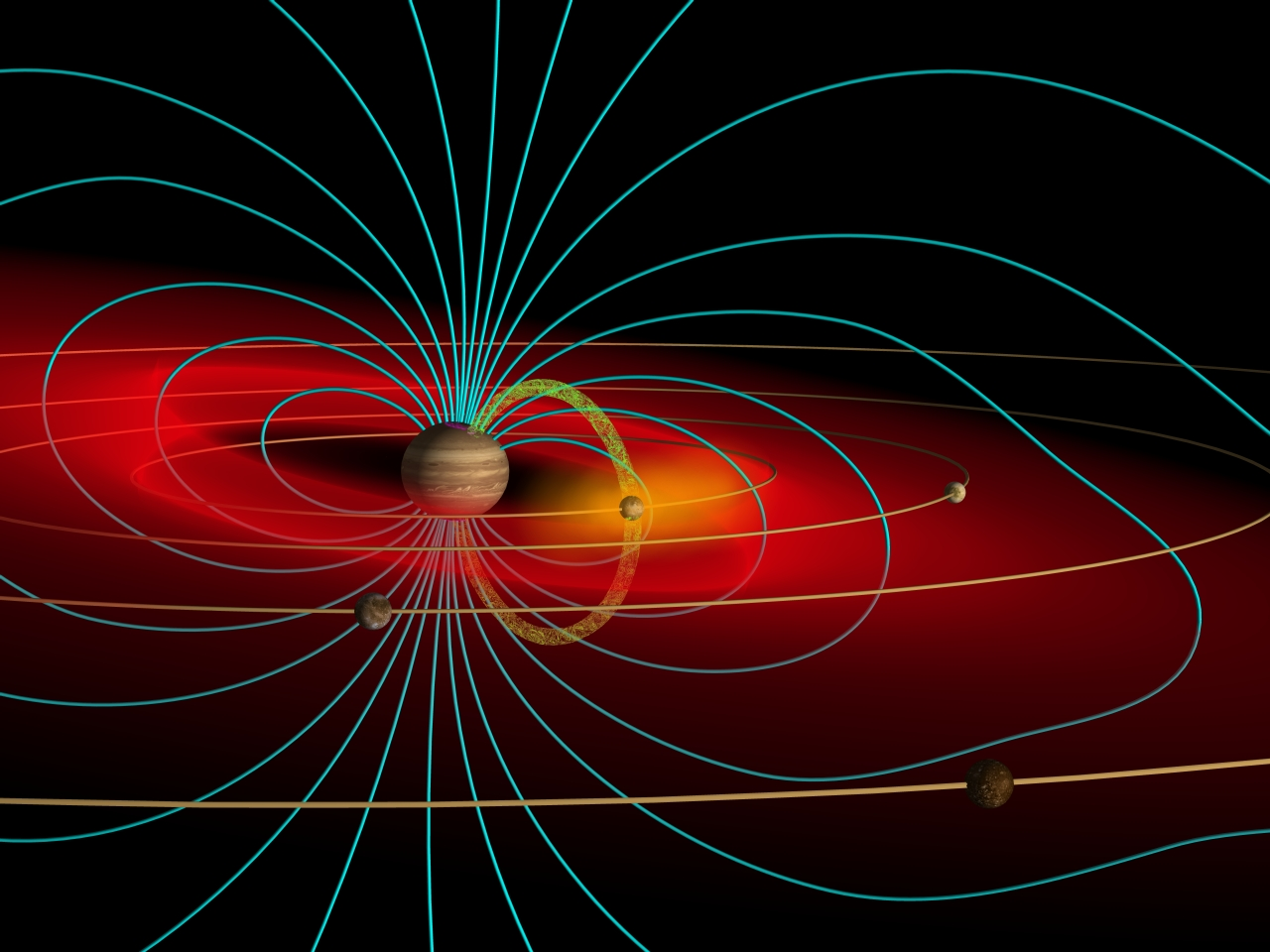
Schéma ukazující magnetosféru Jupiteru; siločáry jsou zobrazeny světlemodře

Magnetické pole Jupiteru je indukované magnetické pole v určitém okruhu okolo planety Jupiter, ve kterém působí síla generovaná uvnitř Jupitera. Toto pole je přibližně 20 000× silnější, než magnetické pole Země a je největší strukturou sluneční soustavy (je větší, než magnetosféra Slunce).
Magnetické pole Jupiteru lze vidět i ze Země, může se jevit až 5× větší než Měsíc v úplňku, přestože je mnohem vzdálenější. Toto magnetické pole vytváří mohutné výrony urychlených částic v Jupiterových radiačních pásech, interaguje s měsícem Io a vytváří vodivou trubici a plazmový prstenec okolo něj.

## Výzkum
Sonda Pioneer 10 potvrdila existenci Jupiterova mohutného magnetického pole, které je 10× silnější než zemské a obsahuje 20 000× více energie.
Citlivé přístroje na palubě odhalily, že jupiterovský „severní“ magnetický pól je na jižním geografickém pólu planety s odchylkou 11 stupňů od jupiterovské osy rotace a se středem pole posunutým mimo střed Jupitera podobně jako je tomu u magnetického pole Země. Pioneer zaznamenal rázovou vlnu jupiterovské magnetosféry ještě ve vzdálenosti 26 miliónů kilometrů a magnetický ohon dosahující až za Saturnovu oběžnou dráhu.
Údaje ukazují, že velikost tohoto magnetického pole na straně obrácené ke Slunci rychle kolísá, v důsledku změn tlaku slunečního větru, tento jev byl blíže zkoumán při dvou misích Voyager. Bylo objeveno, že proudy vysokoenergetických částic jsou vyvrhovány až k oběžné dráze Země. V jupiterovských radiačních pásech byly nalezeny a naměřeny vysokoenergetické protony, ukázalo se, že mezi Jupiterem a některými jeho měsíci (zvláště Io) protékají elektrické proudy.